# Bernhard Achitz
Bernhard Achitz (* 20. Juli 1965 in Wien) ist ein österreichischer Gewerkschafter. Von 2008 bis 2019 war er Leitender Sekretär des Österreichischen Gewerkschaftsbundes (ÖGB). Seit 1. Juli 2019 ist er als von der Sozialdemokratischen Partei Österreichs (SPÖ) nominierter Volksanwalt für die Themenfelder Soziales, Pflege und Gesundheit zuständig.

## Leben
Bernhard Achitz begann nach der Matura 1983 ein Studium der Rechtswissenschaften, das er 1990 als Magister an der Universität Wien abschloss. Nach dem Gerichtsjahr war er bis 1997 Mitarbeiter in der Sozialpolitischen Abteilung der Arbeiterkammer Wien. Anschließend leitete er bis 2007 das Referat für Sozialpolitik des Österreichischen Gewerkschaftsbundes (ÖGB). Ab 2008 war er Leitender Sekretär des ÖGB, seit 2009 gehört er auch dem Vorstand des ÖGB an, außerdem ist er Vorstandsmitglied der Bundesarbeitskammer.
Bernhard Achitz ist für den ÖGB in verschiedenen Positionen in der Arbeitsmarktverwaltung und in der Gesundheitsverwaltung tätig. Von 1999 bis 2008 war er Mitglied des Verwaltungsrates des Arbeitsmarktservice Österreich.
Im Hauptverband der österreichischen Sozialversicherungsträger war er ab 2001 Mitglied des Verwaltungsrates, seit 2005 ist er Mitglied des Verbandsvorstandes und seit 2006 erster stellvertretender Vorsitzender. Seit 1. April 2019 ist er Mitglied und stellvertretender Vorsitzender des Überleitungsausschusses in der Allgemeinen Unfallversicherungsanstalt (AUVA).
Vom 30. Juni 2003 bis 31. Jänner 2005 war Bernhard Achitz als Vertreter des ÖGB im Grundrechtsausschuss des Österreich-Konvents tätig.
Als Delegationsmitglied bei mehreren Jahrestagungen der International Labour Organization (ILO) sowie Kongressen des Europäischen Gewerkschaftsbundes (EGB) und des Internationalen Gewerkschaftsbundes (IGB) trat er auch auf internationaler Ebene für Gewerkschafts- und Menschenrechte ein. 
Bei den Nationalratswahlen 2013 und 2017 kandidierte er für die Sozialdemokratische Partei Österreichs (SPÖ) auf der Bundesliste.
Volksanwaltschaft
Am 5. April 2019 wurde er vom Bundesparteipräsidium der SPÖ als Nachfolger von Günther Kräuter als Volksanwalt nominiert. Am 6. Juni 2019 wurden die drei Volksanwälte für die am 1. Juli 2019 beginnende und bis 30. Juni 2025 dauernde Funktionsperiode vom Hauptausschuss des Nationalrates vorgeschlagen, am 13. Juni 2019 wurden diese vom Nationalrat gewählt. Am 25. Juni 2019 wurden Willi Mernyi und Ingrid Reischl vom ÖGB-Bundesvorstand in Nachfolge von Achitz als Leitende Sekretäre des ÖGB bestellt. Am 1. Juli 2019 wurde er von Bundespräsident Alexander Van der Bellen als Volksanwalt angelobt.
In der Volksanwaltschaft ist er für die Themenfelder Soziales, Pflege und Gesundheit zuständig, auf Bundesebene für die Bereiche Kranken-, Pensions- und Unfallversicherung sowie Arbeitsmarktverwaltung, Jugend, Frauen und Familie sowie auf Landesebene für die Bereiche Mindestsicherung, Grundversorgung und Gesundheitsverwaltung.
Für die Funktionsperiode 2025 bis 2031 wurde er im Mai 2025 erneut von der SPÖ als Volksanwalt nominiert und vom Nationalrat gewählt.

## Publikationen (Auswahl)
- 2001: Leitfaden für Betriebsvereinbarungen, gemeinsam mit Günter Krapf und Ulrich Mayerhofer, ÖGB-Verlag, Wien 2001, ISBN 978-3-7035-0797-7
- 2002: Abfertigung neu und Dienstvertrag: der Ratgeber zu allen Abfertigungsfragen; Abfertigung alt; Abfertigung neu; der Wechsel vom alten ins neue Abfertigungsrecht, gemeinsam mit Günter Krapf, Manz-Verlag, Wien, ISBN 978-3-214-07063-2
- 2002: Muster für den arbeitsrechtlichen Schriftverkehr: Dienstverträge, Vereinbarungen, Mitteilungen und Anträge unter Berücksichtigung der "Abfertigung neu", gemeinsam mit Günter Krapf, Manz-Verlag, Wien, 2. Auflage 2002, ISBN 978-3-214-01097-3
- 2014: Geschichte der Gewerkschaften von den Anfängen (als Herausgeber), ÖGB-Verlag, Wien 2014, ISBN 978-3-7035-1598-9
- 2016: Leitfaden Betriebsvereinbarungen, gemeinsam mit Clara Fritsch, Susanne Haslinger, Martin  Müller, Verlag des Österreichischen Gewerkschaftsbundes, Wien, 2. neu überarbeitete Auflage, ISBN 978-3-99046-165-5
- 2016: Allgemeines Sozialversicherungsgesetz, gemeinsam mit Winfried Pinggera und Josef Souhrada, Verlag des Österreichischen Gewerkschaftsbundes, Wien ISBN 978-3-99046-251-5